# ديفيد إدواردز (لاعب كرة قدم أمريكية)
ديفيد إدواردز (بالإنجليزية: David Edwards)‏ هو لاعب كرة قدم أمريكية ومتحدث تحفيزي أمريكي، ولد في 1 مارس 1987، وتوفي في 27 فبراير 2008 بسبب ذات الرئة.